# 区 (分類学)
区（く）は、生物の分類における補助的な階級のひとつ。基本的な分類階級（界・門・綱・目・科・属・種）には含まれず、日本語とその他の言語で対応する用語や位置も明確に定められているものではなく、分野ごとに異なる。

## 階級と位置
「区」の訳語が当てられる階級・用語には以下のものがある。
division（ディヴィジョン）
国際動物命名規約においては、それが属や亜属を分割する目的で定義されている場合「亜属という階級と見なされる」用語の一つとして節（section）とともに言及されている。
魚類の分類では、サメ区（division Selachii）や新鰭区（division Neopterygii）のように綱と目の間に置かれる。必要に応じて、下位階級として亜区（あく、subdivision）や下区（かく、infradivision）が設定される。
なお、植物学におけるdivisionは門（phylum）と同義として扱われる。
cohort（コホート）
哺乳類の分類では、有胎盤区（cohort Placentalia）や有袋区（cohort Marsupialia）のように団（legion）と目の間に置かれる。必要に応じて、上位階級として上区（じょうく、supercohort）が設定される。
軟体動物の分類では、鞘形区（cohort Coleoida）のように綱と目の間に置かれ、また下位階級である亜区（subcohort）を含めて重要な階級の一つとして位置づけられている。
一方でダニ類の分類では、目と科の間に置かれるcohortに対して「団」の訳語が当てられている。また魚類では、cohortがdivisionとorderの間の階級として設定されたり、classとdivisionの間の階級として設定されることもある。